# 莆田市
莆田市（ほでん-し、拼音: Pútián）は中華人民共和国福建省中部に位置する地級市。
福建省沿海側の中部、福州と泉州の間に位置している。中心地は茘城区。旧称の興化・莆陽及び仙游県をあわせ莆仙とも称される。
東北は福清市と、西北は永泰県及び徳化県と、西南は永春県・南安市・恵安県と接し、東南部は興化湾・平海湾・湄洲湾で台湾海峡と面している。
使用される言語は福建語下位方言の莆仙語（興化方言）が使用されている。インドネシアをはじめ東南アジアに多くの華僑を出しており、それらの人は清代まで使用された地名の興化にちなみHenghuaなどと称されている。市内には媽祖の生誕地とされる湄洲島がある。
中華民国（台湾）が実効支配する烏坵島は本来莆田県に属するが、1954年以降は暫定的に金門県の施政下に置かれている。一方、現在の中華人民共和国では莆田市秀嶼区に属するとされる。

## 行政区画
4市轄区・1県を管轄する。
- 市轄区：
  - 城廂区・涵江区・茘城区・秀嶼区
- 県：
  - 仙游県

| 莆田市の地図                                                                                |
| ------------------------------------------------------------------------------------------- |
| 城廂区 涵江区 茘城区 秀嶼区 仙游県 秀嶼区の一部（烏丘嶼）は中華民国（台湾）が統治している。 |

### 年表
この節の出典

#### 莆田地区
- 1971年4月13日 - 福建省閩侯専区が莆田専区に改称。(8県)
- 1971年6月17日 - 莆田専区が莆田地区に改称。(8県)
- 1973年6月5日 - 閩侯県が福州市に編入。(7県)
- 1983年4月28日 
  - 閩清県・永泰県・長楽県・福清県・平潭県が福州市に編入。
  - 莆田県・仙游県が晋江地区に編入。

#### 莆田市
- 1983年9月9日 - 晋江地区莆田県の一部が分立し、莆田市が発足。城廂区・涵江区を設置。(2区2県)
  - 晋江地区莆田県・仙游県を編入。
- 2002年2月1日 (4区1県)
  - 莆田県の一部が城廂区・涵江区に分割編入。
  - 城廂区・莆田県の各一部が合併し、茘城区が発足。
  - 莆田県の残部が区制施行し、秀嶼区となる。

## 交通

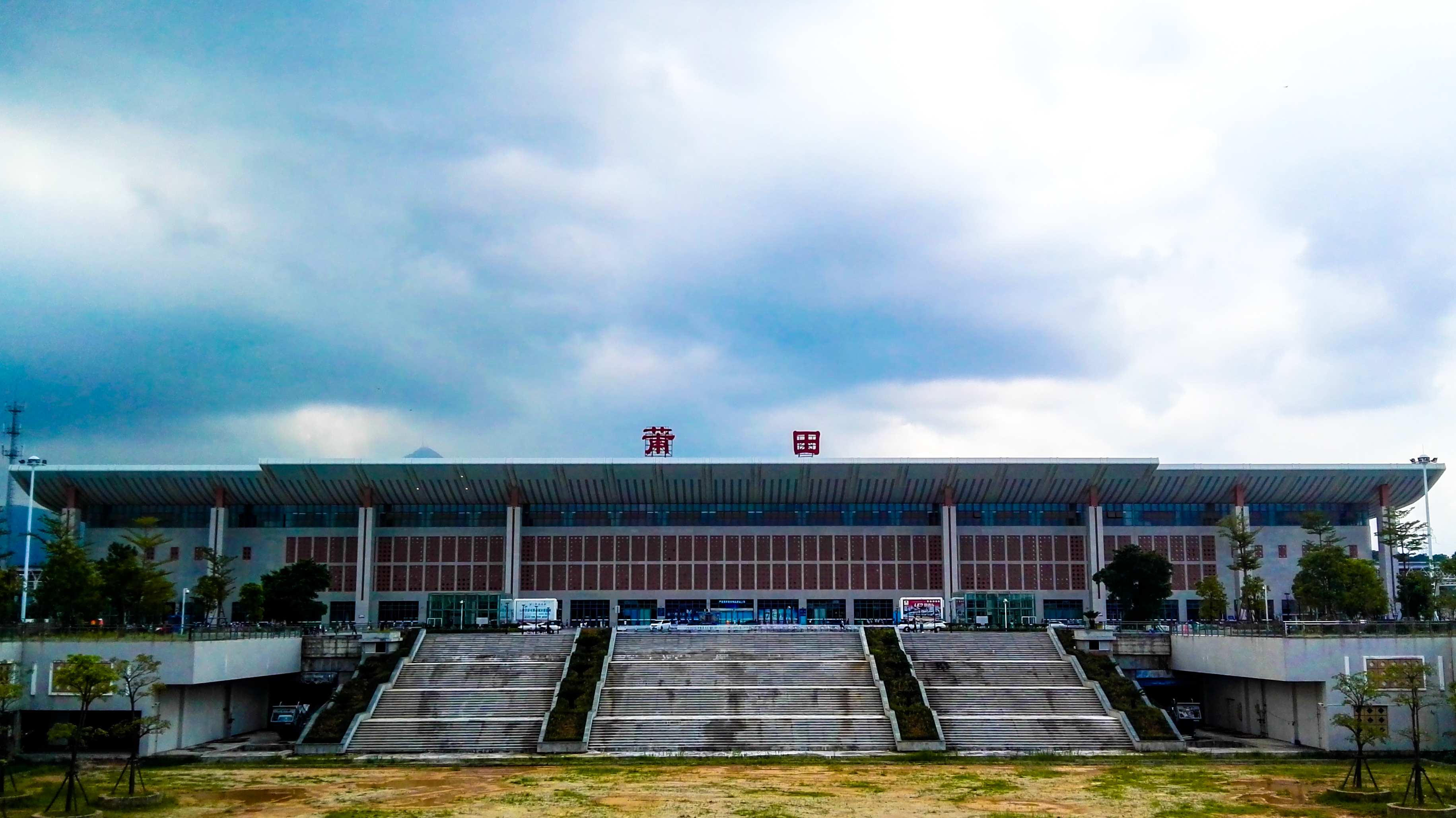
莆田駅

### 鉄道
- 中国国家鉄路集団
  - 福廈旅客専用線（中国語版）
  - 福廈線
  - 永莆線（中国語版）

### 道路
- 高速道路
  -  瀋海高速道路
  -  莆炎高速道路（中国語版）
  -  甬莞高速道路（中国語版）
  -  秀永高速道路（中国語版）
- 国道
  - G228国道
  - G324国道
  - G356国道（中国語版）

## 文化
- 莆仙戯曲： 莆仙語による伝統劇
- 南少林拳： 莆田林泉院の遺跡がある。

### 靴のコピー商品
全世界の時計生産の40％を占める広東省はコピー時計の温床だが、莆田市はナイキやアディダスなどのブランド運動靴を模倣したコピー商品の生産拠点である
。

## 特産品
- ウナギ
- リュウガン
- レイシ
- ビワ
- 種なしミカン